# Walenty Gryk
Walenty Gryk SVD (ur. 23 lutego 1957 w Uzbiereżu) – polski duchowny rzymskokatolicki, werbista, doktor teologii, misjonarz, biskup diecezjalny Goroka od 2022.

## Życiorys
Na diakona wyświęcił go 18 września 1983 w Pieniężnie biskup diecezjalny Kundiawa Wilhelm Kurtz, natomiast święceń prezbiteratu udzielił mu tamże 28 kwietnia 1987 w kościele Narodzenia Najświętszej Marii Panny w Szczecinku biskup diecezjalny chełmiński Marian Przykucki. Początkowo pracował duszpastersko w papuaskich parafiach. W latach 1994–1999 był duszpasterzem akademickim przy uniwersytecie w Goroka, a przez kolejne sześć lat kierował zakonnym dystryktem z siedzibą w Simgo. W kolejnych latach pełnił funkcje m.in. krajowego koordynatora duszpasterstwa biblijnego, dyrektora centrum duszpasterskiego w Goroka, krajowego dyrektora Papieskich Dzieł Misyjnych oraz wikariusza generalnego diecezji Goroka. W 2020 został koordynatorem formacji i sekretarzem ds. misji w papieskiej prowincji werbistów.
14 lutego 2022 papież Franciszek prekonizował go biskupem diecezjalnym Goroka. Sakry udzielił mu 7 maja 2022 w Kefamo kardynał John Ribat.